# Голятиці
Голятиці (рос. Голятицы) — присілок у Волосовському районі Ленінградської області Російської Федерації.
Населення становить 12 осіб. Належить до муніципального утворення Бегуницьке сільське поселення.

## Історія
Від 1 серпня 1927 року належить до Ленінградської області.

## Населення
| 1838 | 1857 | 1862 | 1882 | 1899 | 1928 | 1965 |
| ---- | ---- | ---- | ---- | ---- | ---- | ---- |
| 107  | ↘82  | ↗89  | ↗100 | ↘74  | ↗100 | ↘50  |
| 1997 | 2007 | 2010 | 2013 | 2017 |      |      |
| ↘8   | ↗11  | ↘4   | ↗10  | ↗12  |      |      |